# Капкин, Михаил Мордухович
Михаи́л Мо́рдухович Ка́пкин (23 марта 1913, Борисов — 1 февраля 1944, Днепропетровская область) — советский оператор документального кино, фронтовой кинооператор Великой Отечественной войны.

## Биография
Родился в Борисове Минской губернии в еврейской семье. Отец был рабочим типографии. В 1928 году окончил 8 классов средней школы, в 1928—1930 годах работал переплётчиком в типографии.
Член ВЛКСМ с 1928 года. От горокома ВЛКСМ и треста «Белгоскино» в 1930 году направлен на учёбу в Государственный институт кинематографии (Высший государственный институт кинематографии — с 1934 года), операторский факультет которого окончил в 1936 году.
В 1936 года — оператор Минской студии кинохроники, автор сюжетов для кинопериодики: «Железнодорожник», «Советская Беларусь», «Социалистическая деревня», «Союзкиножурнал». В 1938 году призван в Красную армию, участвовал в  Советско-финской войне 1939—1940 годов. С 1940 года — вновь на Минской кинохронике.
С июля 1941 года в числе нескольких белорусских операторов зачислен в штат Центральной студии кинохроники, и уже в августе работал в киногруппе Дальневосточного фронта. С января 1943 года снимал вступление Красной армии на Донецкую землю, освобождение Пролетарска, Артёмовска, находясь в киногруппе Юго-Западного фронта. С осени того же года в киногруппе З-го Украинского фронта. В паре с Иваном Чикноверовым снимал под Харьковом, бои за Днепропетровск и Запорожье.

В течение всего года находился с передовыми частями производя кино-съёмки наступления наших войск.
При съёмках инженер-капитан Капкин всегда проявлял смелость и храбрость. Его работы получали высокую оценку руководства Кино-комитета.
— Капитан С. Гуров, из наградного листа 7 февраля 1944
Никопольско-Криворожская наступательная операция стала для него последней:

Перед боями за Кривой Рог нас с Калкиным разлучили. Он должен был ехать на Криворожское направление, а я на Запорожское.
Он уехал на рассвете, была непролазная грязь, его машина где-то застряла на подступах к Кривому Рогу. Он вылез из машины и решил подтолкнуть. Правым скатом машина наехала на противотанковую мину, она взорвалась. Миша был убит, а водитель тяжело ранен.
— Иван Чикноверов, из материалов о фронтовых операторах, собранные А. А. Лебедевым
Погиб 1 февраля 1944 года.

## Фильмография
- 1939 — С хуторов в колхозные селения (в соавторстве)
- 1943 — Битва за нашу Советскую Украину (в соавторстве)

## Награды
- орден Отечественной войны I степени (24 февраля 1944; посмертно)[10].

## Память
- имя М. Капкина увековечено на мраморной доске памяти, что находилась на ЦСДФ, Лихов пер., 6 — в память о 43-х работниках студии, погибших на фронтах Великой Отечественной войны при выполнении профессионального долга[3][комм. 3];
- имя М. Капкина увековечено на мемориальной доске в московском Доме кино — среди кинематографистов, погибших в годы Великой Отечественной войны[13][14].

## Комментарии
1. ↑  По свидетельству Иосифа Вейнеровича, после бомбардировки здания студии кинохроники в июне 1941 года они вдвоём с Капкиным пытались спасти технику, вывезя её в филиал студии, находившийся в другом квартале[6].
2. ↑  В более ранних публикациях советского периода указывается год гибели М. Капкина — 1943-й[11]
3. ↑  После передачи здания ЦСДФ в 2005 году РПЦ доску «Вечная слава павшим за Родину 1941—1945» неоднократно перевозили по новым адресам, а после окончательной ликвидации студии в марте 2017 года мемориальная доска находилась на хранении в Дом ветеранов кино в Матвеевском. С 2020 года доска находится в экспозиции Музея кино[12].